# Karni Mata

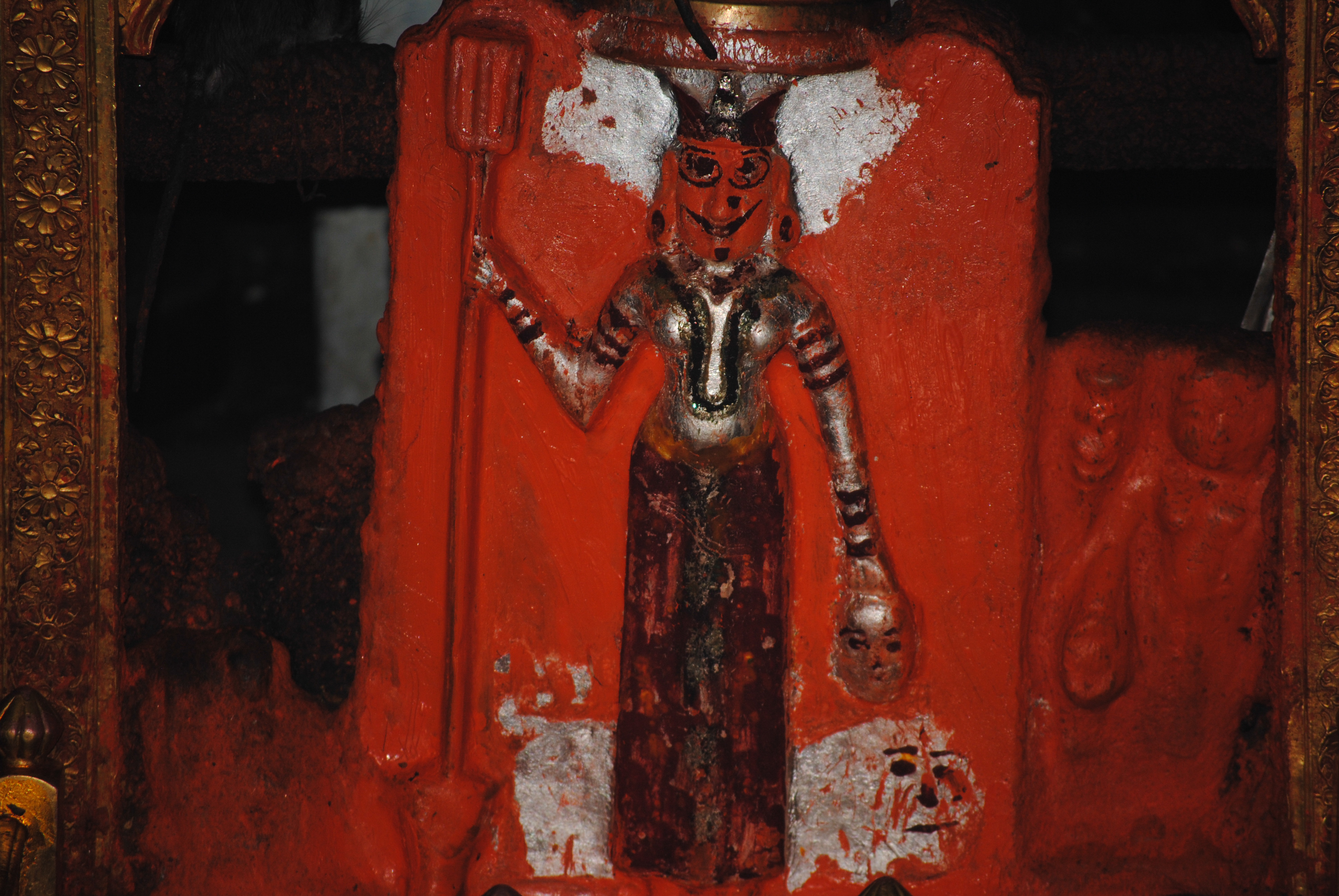
Wizerunek bogini Karni Maty umieszczony w świątyni w Indiach zwaną Świątynią Szczurów.

Karni Mata (hindi: करणी माता, trb. kaṇa mātā, też ang. Karneji Mata) – hinduistyczna ascetka urodzona w 1387 r. niedaleko Dźodhpuru w Radżastanie w zachodnich Indiach. Obecnie znajduje się tam poświęcona jej świątynia. Przynależała do dźati Ćaranów. Uznawana jest za wcielenie bogini Awad Maty.
Karnedźi Mata została ustanowiona bóstwem opiekuńczym (kuladewata) Radźputów z rodu Rathor.